# Васькин ключ
Васькин ключ — родник на левом берегу реки Сухоны, образующий каскадный водопад. Расположен в 7 км выше по течению от посёлка Полдарса Великоустюгского района Вологодской области, напротив устья ручья Чернушка.

## Описание
Согласно архивным источникам Васькин ключ пробился в береговом откосе реки Сухоны не позднее конца XVII века. Он представляет собой пластовый выход подземных вод, который образует нисходящий родник в виде водопада. Уникальность источника заключается в том, что струя воды изливается непосредственно из обрывистого откоса реки.

## Памятник природы
С 1987 года в соответствии с Решением исполнительного комитета Вологодского областного совета народных депутатов от 17.04.1987 № 217 объект «Водопад „Васькин ключ“» с прилегающей к нему территорией общей площадью 50 га имеет официальный статус гидрологического памятника природы регионального значения. Согласно документу в охранной зоне памятника запрещены вырубка леса, а также горные, строительные и ряд иных видов работ